# ボンバーマン ファンタジーレース
『ボンバーマン ファンタジーレース』はハドソンが1998年8月6日発売したPlayStation用ソフトにして、ボンバーマンシリーズにおけるPlayStation第3作目。
ディレクターは『桃太郎道中記』『サターンボンバーマンファイト!!』を手掛けた柴田真人。スペシャルアドバイザーはボンバーマンシリーズプロデューサーの藤原茂樹。アニメーションプロデューサーはボンバーマンシリーズ美術監督の水野祥司。音楽は有限会社ふぃずくらっぷ代表取締役田畑浩志が手掛けている。

## 概要
ボンバーマンシリーズ初のレースゲーム。ルーイとティラと言った『ボンバーマンシリーズ』に登場する乗り物キャラクターに乗って1位を目指す。白ボン、黒ボン、バグラー、プリティーボンバー、ヒゲヒゲ団戦闘員と言った『ボンバーマンシリーズ』の代表的なキャラも登場する。

## ストーリー
宇宙空間に浮かぶ「ボンバーマンファンタジーランド」。そこはDr.アインが全宇宙の平和を願って建設した宇宙最大のアトラクションステーションである。あらゆるアトラクションが用意されているが、中でも名誉と賞金を賭けた「ファンタジーレース」が最大のイベントとして4年に1度開催されている。その第10回目となる記念の年に、ボンバーマンにファンタジーレースの招待状が舞い込んできた。出場者の中に宿敵「バグラー」の名前を見つけた白ボンと黒ボンは急いでファンタジーランドに旅立った。

## ボンバーマンファンタジーランド
（参考：）
レースの舞台となる、ボンバーマンそっくりな形をした夢の宇宙レジャーステーション。
巨大モニター
ファンタジーレースをオンエアしているモニター。ボンバーマンで言うとベルトの位置にある。
超高速エレベーター
「お客様入り口」から入場した人々をファンタジーランドまで直通で運んでいるエレベーターで、反重力装置で作動している。ボンバーマンの右の足首から太股の付け根の位置にあたる。
お客様入り口
一般の客が入場する場所。駐車場にもなっており、約100,000台のシャトルが格納できるようになっている。ボンバーマンで言う右足の位置にある。
管制塔
プチレスキュー7の出動やゴミの収集、巨大モニターの制御まで、ファンタジーランドのすべての制御を行う場所。ボンバーマンで言うボンボリの位置にあたる。
VIPルーム
招待された超VIPが集まる場所で、ここからすべてのレース場が見渡せるようになっている。ボンバーマンで言う左手の位置にあたる。
搬入口
客以外の運搬シャトルなどが出入りするための入り口。緊急脱出用のロケットの発進口にもなっている。ボンバーマンで言う左足の位置にあたる。

## ゲームモード
1Pモード
プレイヤー1人で、コンピュータが操る5人のライバルと対戦していくモード。それぞれのコースで1位～3位までにはいると賞金がもらえ、1位でゴールすると「ボーナスコース」をプレイすることができる。
ボーナスコースはボンバーマンコインが各所に落ちているコースを1人で一周走る。回収したボンバーマンコインとゴール時の残りタイム×10枚のコインがもらえる。
VSモード
プレイヤー2人だけで上下2分割の画面で対戦するモード。対戦するコースは、対戦プレイヤーがコースチケットを購入しているコースから選択できる。このモードでは対戦の際にそれぞれのプレイヤーが持っているボンバーマンコインを賭けて戦うことができ、勝ったプレイヤーは負けたプレイヤーから賭けた分のコインをもらうことができる。賭けるコインの金額は、持っているコインの金額が少ないプレイヤーが決めることができる。
タイムアタックモード
1人で走ってテクニックを磨き、走行時間を競い縮めることを目指すモード。走るコースはそれまでに1Pモードでチケットを購入済みのコースに限られる。ランキングに入ると自分の名前、乗っているキャラクター、乗ったルーイ・ティラのデータを保存できる。また、このモードでは自分の走りを「まねボン」として保存することができる。
コインルーム
獲得したボンバーマンコインの管理をするモード。貯めたコインの枚数の確認や、メモリーカード上のデータ間のコインの移動、コインの両替が可能。
オーナーズルーム
色々な能力を持つ「ルーイ」や「ティラ」と契約するモード。契約したルーイやティラは各モードで実際に走らせることができる。
オプション
設定の変更や、セーブ・ロードなどができるモード。このモードでは以下のことができる。
- セーブ - データの保存ができる。
- ロード - 保存データの読み込みができる。
- タイムアタックランキング - タイムアタックモードのランキングを閲覧できる。
- サウンド - BGM・効果音の試聴や音量の調整ができる。
- キーコンフィグ - コントローラ操作の変更ができる。
- まねボンリプレイ - 保存してある「まねボンデータ」をコース上で走らせることができる。
- ネームチェンジ - セーブデータに登録されている名前を変更することができる。

## アクション
オプションのキーコンフィグで操作ボタンを変更することも可能だが、ここでは初期設定について記述する。
- 走行
  - ×ボタンを押すことで前方に走ることができ、押し続けている間は前に進み続ける。スタート時に×ボタンを連射すると少しだけ速く走ることができる。
- 方向転換
  - 方向キー左または右で、体の向きを変える。走行と併用することでカーブを曲がることができる。
- ジャンプ
  - ○ボタンでジャンプすることが可能。停止中はその場で、走行中は前方にジャンプする。前傾ダッシュ中にジャンプすると遠くまで飛ぶことができる。ボタンを押す時間が長いほど高くジャンプできる。
- 爆弾
  - アイテムを持っていないときに□ボタンを押すことで爆弾を投げることができる。短く押すと後ろに投げ、長く押し続けて離すと前方に投げる。ボタンを押した時間で爆弾を投げる距離が変わる。爆風を当てることでライバルの妨害が可能。
- アイテム
  - アイテムを持っているときに□ボタンを押すと、アイテムを使用することができる。またR1ボタンで「爆弾/コース上で拾ったアイテム」と「ショップで購入したアイテム」を切り替えることができる。
- 前傾ダッシュ
  - 走行中に方向キーの上を押し続けると、乗り物キャラが前傾姿勢をとり通常より速く走ることができる。前傾ダッシュを行うとスタミナを消費し、ゲージが無くなるとしばらく前傾ダッシュができなくなってしまう。前傾ダッシュをやめて普通に走っていればスタミナは回復する。
- 三角飛び
  - コーナーで壁に向かってジャンプし、ぶつかる瞬間にもう一度ジャンプボタンを入力すると、壁を蹴って曲がることができる。
- 爆弾ダッシュ
  - 爆風によって少しの間加速するテクニック。自分のすぐ後ろで爆弾が爆発することで発動する。自分の少し前に爆弾を投げ、その爆弾を追い越した直後に爆発するようなタイミングで投げるのがコツ[5]。
- 急ブレーキ
  - ジャンプ中に×ボタンを離して方向キーの下を入力することで急停止することができる。
- レーダー切り替え
  - L1ボタンでレーダー表示を切り替えることができる。
- 視点切り替え
  - △ボタンで後方視点とレーサー視点を切り替えることができる。

## 乗り物キャラ
本作では「グリーンルーイ」と「ティラ」を除くルーイとティラは契約をしないと乗ることができない。それぞれ契約金の額が異なり、金額の高いものほど高性能だが乗りこなすのも難しい。

### ルーイ
ティラに比べて、小回りが効き、スタート後の加速も速くジャンプ力も高めである。
グリーンルーイ
最初から使用できる。足は遅いものの、バランスが良い。初心者向けのルーイ。
ホップルーイ
青い体が特徴。爆弾ダッシュの成功率と強靭なジャンプ力が売りのルーイ。契約金は100GB。
トライアングルルーイ
ピンク色が特徴。三角飛びが得意。コーナーの多いコースで力を発揮するルーイ。契約金は200GB。
ハヤブサルーイ
黄色が特徴。ダッシュの伸びがいいが、スタミナで劣る。契約金は400GB。
ハイパールーイ
ルーイの中で2番目に速い。茶色が特徴。契約金は2000GB。
ブラックルーイ
ルーイの中では一番高性能で、「乗るだけで優勝は確実」と称されるほどの能力を持つ。赤い目と黒い体が特徴。全てのルーイと契約しないと契約できない隠しキャラ。契約金は10000GB。

### ティラ
ルーイに比べて、最高速度が速く、爆風に対しての耐性もある。
ティラ
最初から使える。青い体が特徴。
ガッツティラ
橙色が特徴。スタミナがある。契約金は100GB。
フライングティラ
紫色が特徴。ジャンプ力が高い。契約金は200GB。
ストロングティラ
緑色が特徴。ウェイトがあり爆風などをくらってもあまり影響を受けないが、ジャンプ力が低い。契約金は500GB。
スーパーティラ
ティラの中で2番目に速い。赤色の体が特徴。契約金は3000GB。
キングティラ
ティラの中で一番高い能力を持つ。白色の体が特徴。ティラ一族に「白神」として崇められるほどの存在。全てのティラと契約しないと契約できない隠しキャラ。契約金は10000GB。

## キャラクター

### 操作キャラクター
白ボン
声：杉山佳寿子
爆弾を武器に日夜平和を守るため戦い続ける我らがヒーロー。優勝賞金である「ボンバーマンコイン」を集めて大金持ちになることを夢に、日頃鍛えた爆弾のテクニックをレースで発揮しようとボンバー星から超鈍行シャトルバスでやって来た。もちろん宿敵「バグラー」から宇宙の平和を守ることも忘れてはいない。
黒ボン
声：杉山佳寿子
白ボンと共に様々な悪と戦い、平和を守ってきた白ボンの相棒。白ボンのわがままに付き合って、なけなしのお金をはたいて一緒にやって来た。宿敵「バグラー」には負けないと闘志を燃やす。
プリティーボンバー
声：大野まりな
バグラーによって生み出された「凶悪ボンバー5人衆」の紅一点。優勝賞金を目当てにレースに参加した。ずる賢い性格の持ち主で、優勝のためならどんなことでも平気でやる。
バグラー
声：龍田直樹
ボンバーマンの宿敵で、宇宙制覇を目指す悪の天才科学者。凶悪ボンバー5人衆の生みの親でもある。宇宙征服のための資金集めを目的にレースに参加した。
戦闘員15号
声：沼田祐介
ムジョー率いる悪の軍団「ヒゲヒゲ団」の団員。賞金には興味がなく、優勝して団員のみんなを見返したい一心で参加した。
マッハボン
声：大塚瑞恵
広い宇宙を駆けめぐり、レースとあれば即参上する、自称「走るために生まれてきた男」。人呼んで「さすらいのレーサー」。しかし出生も素性も、彼がどこかのレースで優勝したという話も誰も知らない。公式サイトでは「アイルボンセナ」と呼ばれていた（名前の元ネタはアイルトン・セナ）。

### レースに参加しないキャラクター
Dr.アイン
ボンバー星雲で一番のボム科学の権威者。「オンラインヘルプ画面」に登場し、いろいろな説明をしてくれる。ボンバーマンそっくりの形をしたレジャーステーション「ボンバーマンファンタジーランド」の建設者でもある。
ケポ
Dr.アインの開発した万能ロボット。レース会場のいろいろなところで活躍する。
プチレスキュー7
コースのあちこちにいる小さなロボットたち。コース上でアイテムを持っていたり、コースアウトしたキャラを復帰させたりしてくれるお助けロボット。

## コース
1Pモードでは各コースの「コースチケット」を購入しないと、そのコースでレースをすることができない。チケットはコースによって値段が異なる。また、ある条件を満たすとミラーコースをプレイする事ができる。
ボンバーサーキット
直線部分が多く、レース中で一番オーソドックスなコース。最初からチケット（ノーマル）を持っているコース。
ボンバーコースターレイク
ファンタジーランド内の遊園地を抜けて、外の湖を周るコース。最初からチケット（ノーマル）を持っているコース。
ワッカ島ビーチサイド
ファンタジーランド北西にある「ワッカ島」（わっかとう）を走るコース。
爆山スキーコース
ファンタジーランド最高峰の雪山「爆山」（ばくざん）にあるスキー場を舞台にしたコース。
スターエクスプレス
ジェットコースターのコースを走るスリリングかつ過激なコース。
ダイナマウンテン
地雷ポイントやつり橋、洞窟などを走るテクニカルなコース。
ボンバーキャッスル
ボンバーマンシリーズのお馴染みのバトルステージをモチーフにした城内と城外を舞台にしたコース。かなり難易度が高い。
ハイウェイスターロード
隠しコース。仕掛けが無い、いたってシンプルなオーバル（楕円型）のコース。このコースだけミラーコースがない。

### チケットの価格
|                          | ノーマル | ミラー  |
| ------------------------ | -------- | ------- |
| ボンバーサーキット       | 0GB      | 2000GB  |
| ボンバーコースターレイク | 0GB      | 2500GB  |
| ワッカ島ビーチサイド     | 200GB    | 2700GB  |
| 爆山スキーコース         | 450GB    | 4500GB  |
| スターエクスプレス       | 750GB    | 6000GB  |
| ダイナマウンテン         | 1500GB   | 7200GB  |
| ボンバーキャッスル       | 2300GB   | 10000GB |
| ハイウェイスターロード   | 5656GB   | －      |

## アイテム
レース中はいつでも『「コース上にでてくるアイテム」及び「通常の爆弾」』と『ショップで買えるアイテム』を、切り替えボタンを押すことで持ち替えることができる。

### コース上にでてくるアイテム
卵パネル
取ると入手でき、3個までためることができる。ためた数が多いほど効果が長く続く。ルーイが使うと加速し、ティラが使うとバリア効果が発生する。
ハテナパネル
取るとアイテム表示の部分がルーレットのように回転し、何かのアイテムに変わる。

#### ハテナパネルが変化して入手できるアイテム
パワーボム
通常の爆弾より大きく、当たるとライバルが必ず転ぶ。
ラインボム
爆弾を同時に3つ投げることができる。
リモコンボム
爆弾を置いて、もう一度爆弾ボタンを押すと爆発する。これに当たると必ず転ぶ。
ロケットボム
ライバルを追尾して爆発する。
偽？パネル（にせハテナパネル）
これを所持しているときに投げた爆弾の着弾地点に偽物のハテナパネルが置かれる。これを取るとしびれてしまう。
タイムストップ
使用すると一定時間自分以外の全ての時間が止まる。
ウィング
使用すると一定時間空中に浮いていることができる。
ゲタ
一定時間、速度が落ちる。
ドクロ
様々な症状を出してしまう。以下はその症状。
- ポイ捨て - 爆弾勝手に投げてしまう。
- 下痢 - 爆弾が必ず足元に置かれてしまう。
- 全力投球 - 爆弾を遠くに投げてしまう。
- 便秘 - 爆弾が投げられなくなる。
- 不発弾 - 爆弾が爆発しなくなる。
- リバース - 左右のキーが逆になる。
- うんち - ルーイとティラが立ち止まってうんちをする。

### ショップで買えるアイテム
アイテムは2個まで購入することができ、同じ種類のものを複数購入することも可能。購入したアイテムは順番にしか使うことができない。
パワーボム
上記のパワーボムを参照。
ラインボム
上記のラインボムを参照。
リモコンボム
上記のリモコンボムを参照。
ロケットボム
上記のロケットボムを参照。
ウィング
上記のウィングを参照。
パワーグローブ
爆弾を直線に投げ出す。投げた爆弾は壁に当たるまで直進し、途中にいるライバルを転ばす事ができる。
ローラーシューズ
使用すると一定時間、速度が速くなる。
パワースーツ
使用すると一定時間バリアを張る事ができ、爆弾の影響を受けなくなる。
ハート
スタミナが最大まで回復し、一定時間減らなくなる。
ミニハート
スタミナが最大まで回復する。

## その他
- 所持金額でタイトル画面が変わる。全部で5段階用意されている。
- レース中にポーズをかけて「L1、L1、R1、R1、下、上、○」を押すとルーイやティラの足音が変わる。
- フォーマットした後など、新しくセーブ用の領域を確保するときに「R1＋R2＋L1＋L2＋スタート＋セレクト＋○」を同時に押すとセーブファイル数が50に増える。
- タイトル画面で「上＋△、左＋○、下＋×、右＋□」を押すとロード画面にプレイ時間が表示される。
- 1Pモードでボンバーキャッスルのミラーコースを1位でゴールしたデータをロードして、タイトル画面でセレクトボタンを押すとエンディングムービーが流れる。

## 関連書籍
- ボンバーマン ファンタジーレース 公式レーサーズガイド
  - 1998年、小学館発行、ISBN 4-09-102646-X。むさしのあつしによる4コマ漫画が掲載されている。
- 新ボンバーマン全百科
  - 1998年、小学館発行、ISBN 4-09-281159-4。ボンバーマンシリーズのプロデューサー藤原茂樹とキャラクターデザイナー水野祥司の開発者インタビューが掲載されている。